# Jean Revillard
Jean Revillard (22. září 1967 – 3. ledna 2019) byl švýcarský fotožurnalista a vítěz dvou ocenění World Press Photo v letech 2008 a 2009.

## Životopis
Revillard navštěvoval School of Business and Engineering Vaud s Luc Chessex, Jesus Moreno a Christian Caujolle. Po maturitě se stal novinářem Le Nouveau Quotidien a L'Hebdo.
V roce 2001 založil stránku Rezo.ch, která byla první online fotografickou agenturou ve frankofonním Švýcarsku.
V roce 2010 se stal fotografem projektu švýcarského vzduchoplavce Bertranda Piccarda Solar Impulse, prvního letadla poháněného sluneční energií, které dokáže obletět Zemi.
Revillard získal v roce 2008 cenu World Press Photo za svou práci dokumentující provizorní chatrče migrantů v Calais. Série vypráví o několika stovkách migrantů z Iráku, Afghánistánu a Dárfúru, kteří bydlí v provizorních útulcích na okraji města a doufají, že se dostanou na vlak nebo automobil, který míří do Velké Británie tunelem pod Lamanšským průlivem. V roce 2009 vyhrál další cenu World Press Photo a cenu hlavního města Prahy. 
Jean Revillard zemřel na infarkt při natáčení v Huelgoatu v Bretani 3. ledna 2019 ve svých 51 letech.